# Jerell Gumbs
Jerell Gumbs, né le 13 janvier 1991, est un footballeur international anguillan évoluant au poste de milieu de terrain.

## Biographie

### En sélection
Il joue son premier match en équipe d'Anguilla le 22 mars 2019, contre les îles Vierges des États-Unis. Ce match perdu 0-3 rentre dans le cadre des tours préliminaires de la Ligue des nations de la CONCACAF.